# Мартиньи-сюр-л’Ант
Мартиньи́-сюр-л’Ант (фр. Martigny-sur-l’Ante) — коммуна во Франции, находится в регионе Нижняя Нормандия. Департамент коммуны — Кальвадос. Входит в состав кантона Фалез-Север. Округ коммуны — Кан.
Код INSEE коммуны — 14405.

## Население
Население коммуны на 2010 год составляло 333 человека.
| 1962 | 1968 | 1975 | 1982 | 1990 | 1999 | 2010 |
| ---- | ---- | ---- | ---- | ---- | ---- | ---- |
| 238  | 206  | 185  | 253  | 288  | 293  | 333  |

## Экономика
В 2010 году среди 220 человек трудоспособного возраста (15—64 лет) 146 были экономически активными, а 74 — неактивными (показатель активности — 66,4 %, в 1999 году было 74,9 %). Из 146 активных жителей работали 137 человек (69 мужчин и 68 женщин), безработных было 9 (4 мужчины и 5 женщин). Среди 74 неактивных 16 человек были учениками или студентами, 35 — пенсионерами, а 23 были неактивными по другим причинам.